# 金山大桥 (福州)
福州金山大桥又名闽江六桥，是中国福建省福州市的一座跨越闽江的特大型公路桥，连接北岸工业路和南岸金山新区金山大道，于2000年9月建成通车，建成之时全长1332米，其中主桥长790米，共四车道。2014年4月，为缓解交通压力，福州金山大桥开始动工进行扩建改造工作，在原桥南侧一米处新建一座复线桥，复线桥桥面宽度与原桥一样为19.5米的四车道，与原桥拼成40米宽的双向八车道。扩建改造后的福州金山大桥于2015年10月1日正式通车，桥梁长1232米。